# Tomaspis miles
Tomaspis miles är en insektsart som beskrevs av Fowler 1897. Tomaspis miles ingår i släktet Tomaspis och familjen spottstritar. Inga underarter finns listade i Catalogue of Life.